# Sommer-Paralympics 2012/Teilnehmer (Armenien)
| stlisierte Goldmedaille | stlisierte Silbermedaille | stlisierte Bronzemedaille |
| ----------------------- | ------------------------- | ------------------------- |
| —                       | —                         | —                         |

Armenien entsandte zwei Sportlerinnen zu den Paralympischen Sommerspielen 2012 in London.

## Teilnehmer nach Sportart

### Schwimmen
Frauen:
- Margarita Howakimjan

### Powerlifting (Bankdrücken)
Frauen:
- Greta Wardanjan